# Vaire-le-Petit
Vaire-le-Petit ist eine ehemalige Gemeinde im französischen Département Doubs in der Region Bourgogne-Franche-Comté. Sie wurde mit Wirkung vom 1. Juni 2016 mit Vaire-Arcier zur Communauté nouvelle Vaire zusammengelegt.

## Geographie
Vaire-le-Petit liegt auf 256 m, etwa zehn Kilometer nordöstlich der Stadt Besançon (Luftlinie). Das Dorf erstreckt sich im Doubstal auf der rechten nördlichen Seite des Flusses gegenüber von Vaire, am nordwestlichen Rand des Juras, am Nordfuß der Côte.
Die Fläche des 1,26 km² großen Gemeindegebiets umfasst einen Abschnitt des Doubstals. Die südliche Grenze verläuft entlang dem Doubs, der hier durch eine rund 1,5 Kilometer breite, flache Talniederung nach Westen fließt und gleichzeitig die Wasserstraße des Rhein-Rhône-Kanals bildet. Vaire-le-Petit befindet sich innerhalb eines ehemaligen, nach Norden ausgreifenden Mäanderbogens. Vom Flusslauf erstreckt sich das Gemeindeareal nordwärts in die breite Talaue und nach Nordosten auf den westlichsten Abschnitt der Montagne Notre-Dame d’Aigremont. Hier wird mit 378 m die höchste Erhebung von Vaire-le-Petit erreicht.
Nachbarorte von Vaire-le-Petit sind Amagney im Norden, Deluz im Osten, Vaire-Arcier im Süden sowie Novillars im Westen.

## Geschichte
Bei La Montoillotte wurden steinzeitliche Werkzeuge gefunden, die belegen, dass das Gebiet von Vaire-le-Petit bereits während des Moustérien (Mittelpaläolithikum) besiedelt war. Im Weiteren wurden Keramikfragmente aus der Bronzezeit und gallorömische Gräber entdeckt.

## Bevölkerung
| Bevölkerungsentwicklung | Bevölkerungsentwicklung |
| Jahr                    | Einwohner               |
| ----------------------- | ----------------------- |
| 1962                    | 198                     |
| 1968                    | 210                     |
| 1975                    | 197                     |
| 1982                    | 171                     |
| 1990                    | 177                     |
| 1999                    | 197                     |
| 2006                    | 194                     |
| 2014                    | 236                     |

Mit zuletzt 236 Einwohnern (1. Januar 2014) gehört Vaire-le-Petit zu den kleinen Gemeinden des Départements Doubs. Nachdem die Einwohnerzahl in der ersten Hälfte des 20. Jahrhunderts stets im Bereich zwischen 80 und 150 Personen gelegen hatte, wurde besonders während der 1950er Jahre ein deutliches Bevölkerungswachstum verzeichnet. Seither verblieb die Einwohnerzahl auf relativ konstantem Niveau.

## Wirtschaft und Infrastruktur
Vaire-le-Petit war bis ins 20. Jahrhundert hinein ein vorwiegend durch die Landwirtschaft (Ackerbau, Obstbau und Viehzucht) und Fischerei geprägtes Dorf. Seit dem 17. Jahrhundert bestand eine Ziegelei (1914 wurde der Betrieb eingestellt). Daneben gibt es heute einige Betriebe des lokalen Kleingewerbes, darunter Betriebe der Präzisionsmechanik und des Autohandels. Mittlerweile hat sich das Dorf auch zu einer Wohngemeinde gewandelt. Viele Erwerbstätige sind deshalb Wegpendler, die in der Agglomeration Besançon ihrer Arbeit nachgehen.
Die Ortschaft ist verkehrstechnisch gut erschlossen. Sie liegt an der Hauptstraße N83, die von Besançon nach Montbéliard führt. Der nächste Anschluss an die Autobahn A36 befindet sich in einer Entfernung von ungefähr zehn Kilometer. Weitere Straßenverbindungen bestehen mit Vaire-Arcier und Deluz. Die Eisenbahnstrecke Besançon – Montbéliard durchquert Vaire-le-Petit, der nächste Bahnhof befindet sich im nahegelegenen Novillars.